# St. Leonhard (Bauerbach)

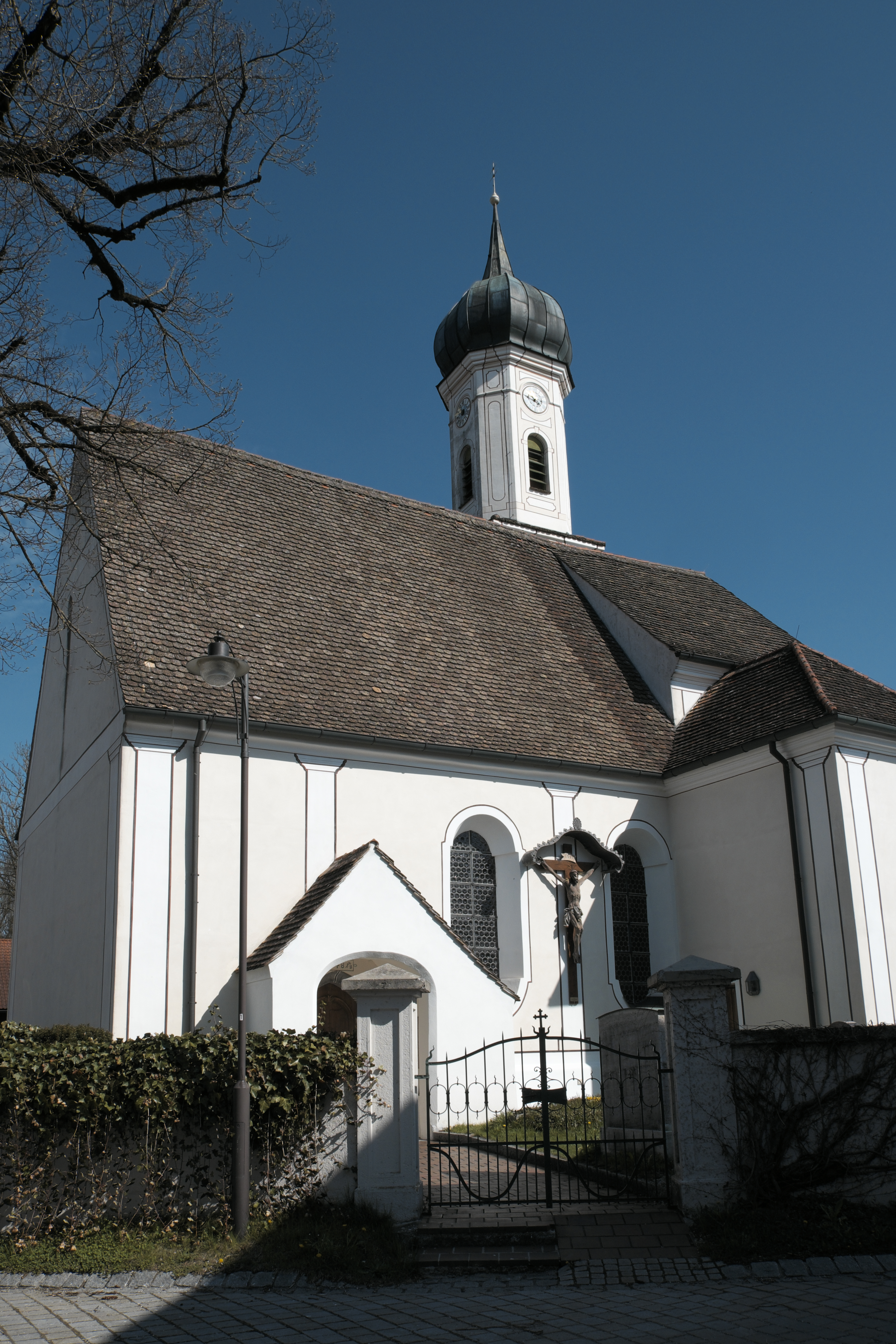
Kirche St. Leonhard in Bauerbach

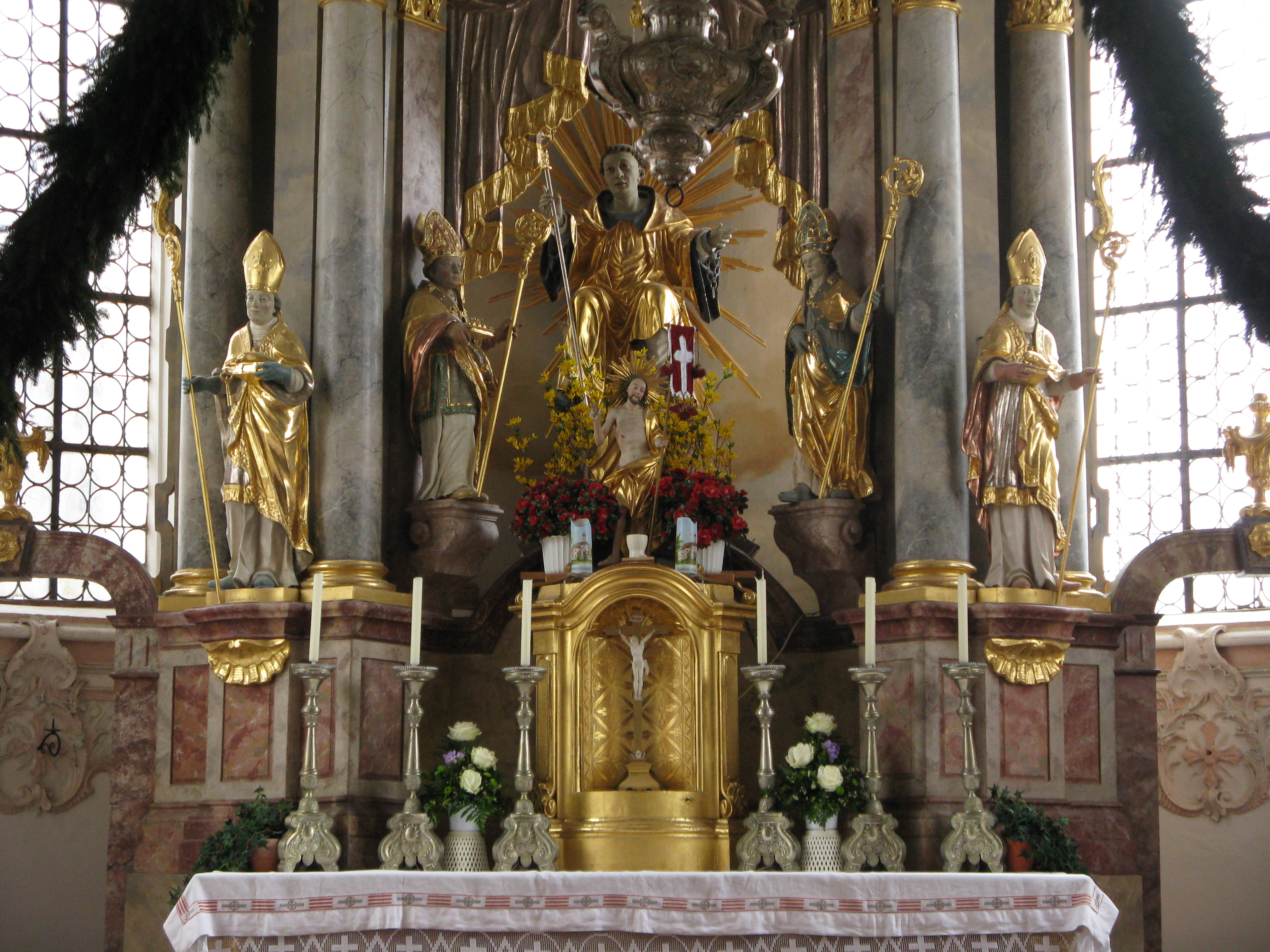
Hochaltar

Die katholische Filialkirche St. Leonhard in Bauerbach, einem Ortsteil der oberbayerischen Gemeinde Wielenbach im Landkreis Weilheim-Schongau, wurde im Kern 1548 errichtet. Die Kirche gehört zur Pfarrei St. Gallus in Haunshofen und ist ein geschütztes Baudenkmal.

## Beschreibung
Das Langhaus wurde 1709 unter Verwendung der gotischen Fundamente barock erneuert. Der Chor von 1735/36 und die Turmerhöhung werden Joseph Schmuzer zugeschrieben. Die Friedhofsmauer mit starken Deckplatten aus Tuffstein wurde im 18./19. Jahrhundert errichtet.

## Ausstattung
Die vorwiegend aus Rankenwerk bestehende Stuckdekoration im Kirchenschiff wird Benedikt Perghofer aus Polling zugeschrieben. Sie stammt aus der Zeit um 1709/10. Die um 1736 entstandenen Stuckaturen im Chor werden Johann Georg Üblhör (1703–1763) zugeschrieben.
Die drei Altäre stammen aus der Zeit des Rokoko. Im Hochaltar wird die Figur des heiligen Leonhard von den Bischöfen Benno, Nikolaus, Augustinus und Ulrich flankiert. Alle stammen aus der zweiten Hälfte des 17. Jahrhunderts.
Die Kanzel entstand Mitte des 18. Jahrhunderts. Unter der Empore steht die gefasste Holzfigur des heiligen Leonhard aus der Zeit um 1500. Das große Kruzifix an der Südwand stammt aus der ersten Hälfte des 16. Jahrhunderts.
Zahlreiche Votivbilder des 18. Jahrhunderts sind unter der Empore angebracht.

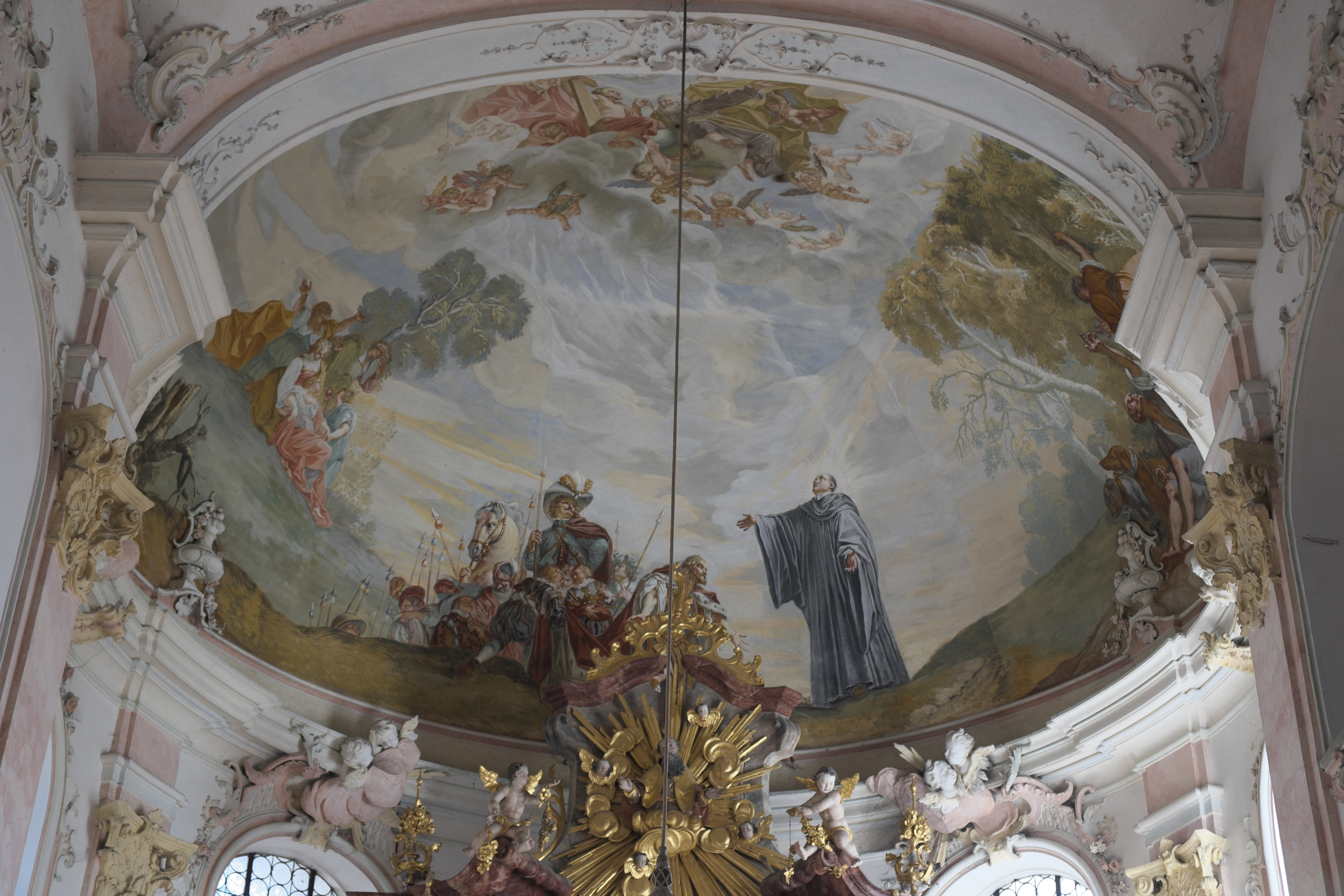
Deckenfresko mit dem heiligen Leonhard
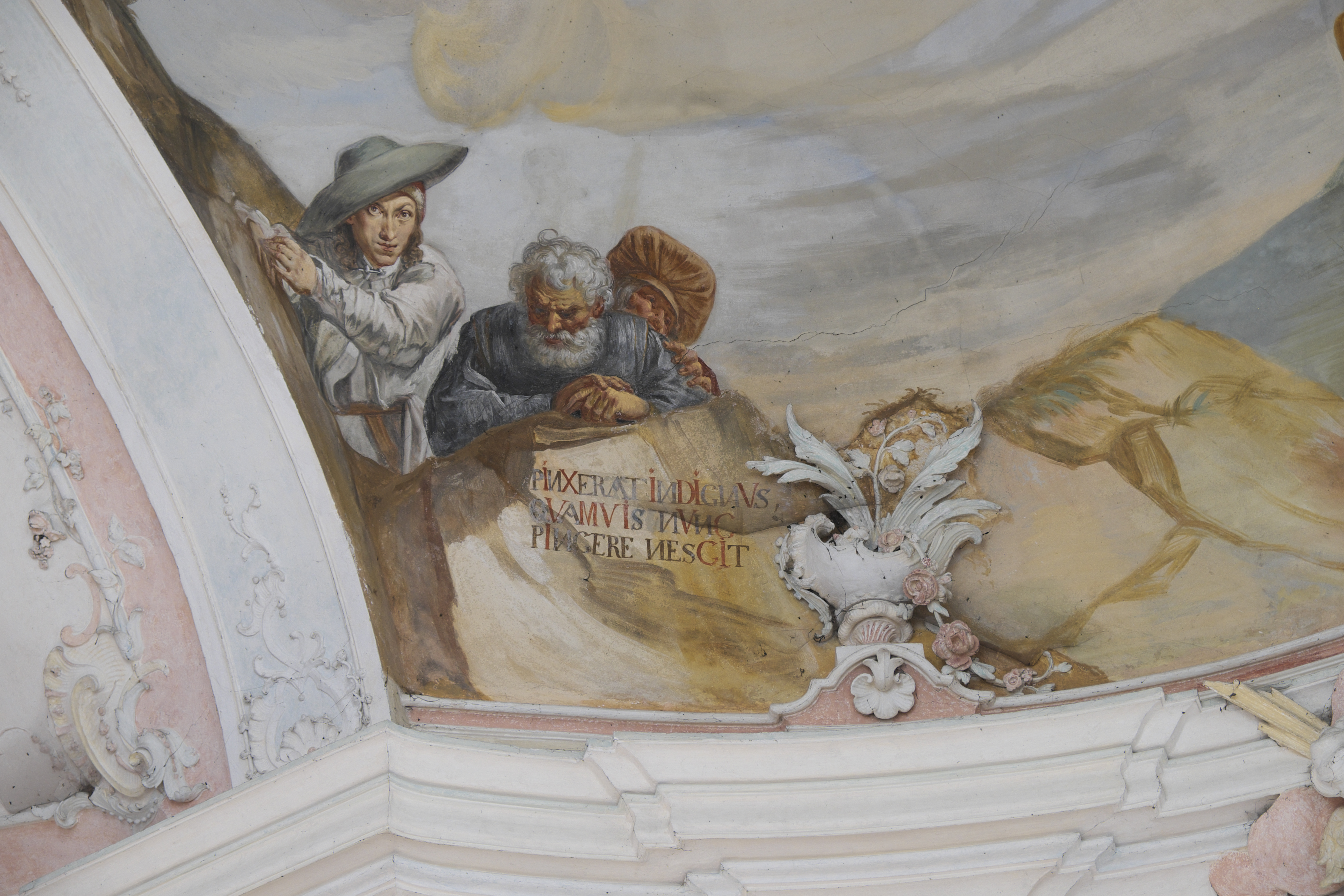
Detail des Chorfreskos mit Chronogramm (1736) in der Inschrift: „Gemalt hatte es ein Unwürdiger, welcher jetzt nicht zu malen versteht“
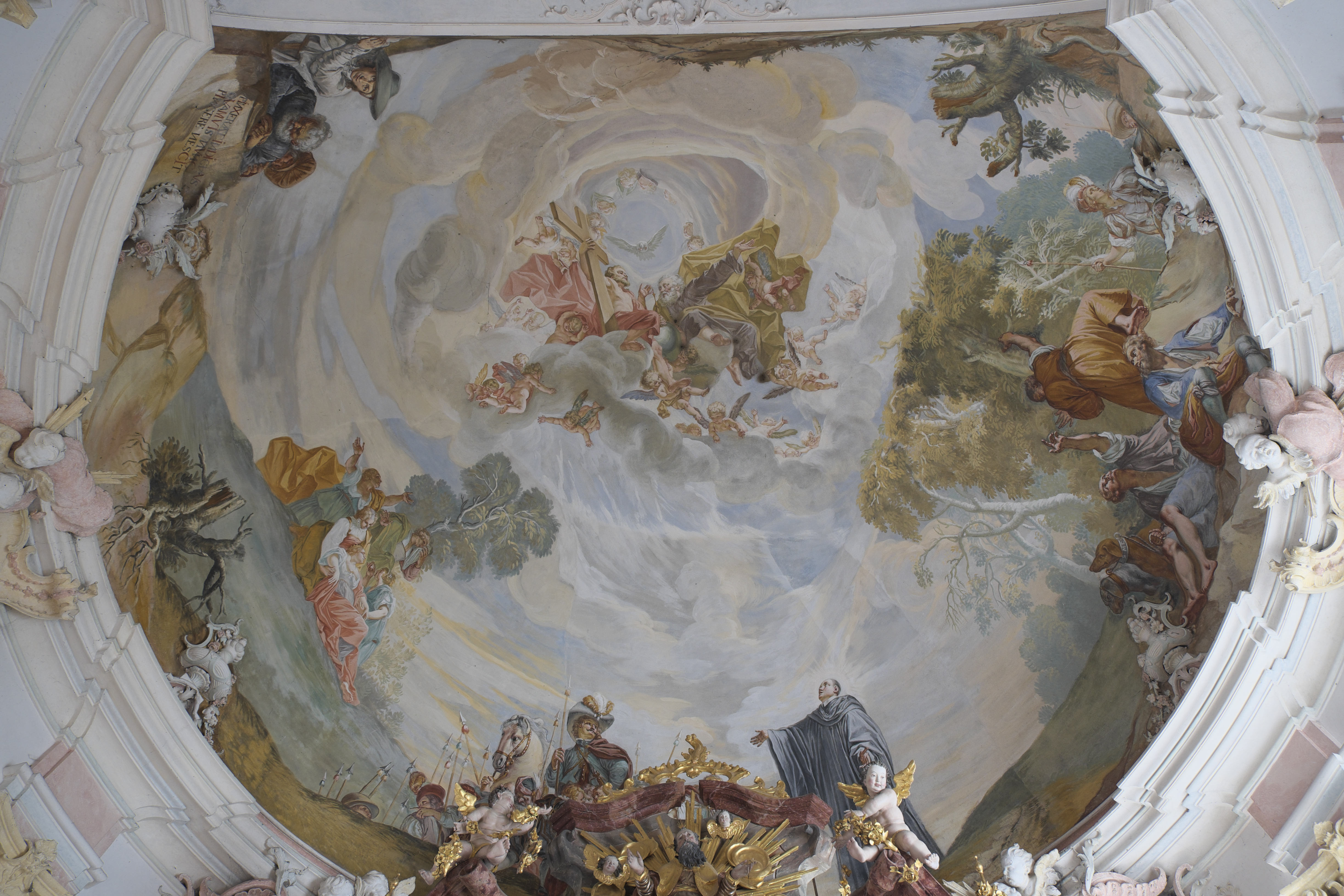
Chorgewölbe